# Nothopleurus maxillosus
Nothopleurus maxillosus là một loài bọ cánh cứng trong họ Cerambycidae.